# Conférence de l'Atlantique
 (janvier 2017).
Si vous disposez d'ouvrages ou d'articles de référence ou si vous connaissez des sites web de qualité traitant du thème abordé ici, merci de compléter l'article en donnant les références utiles à sa vérifiabilité et en les liant à la section « Notes et références ».

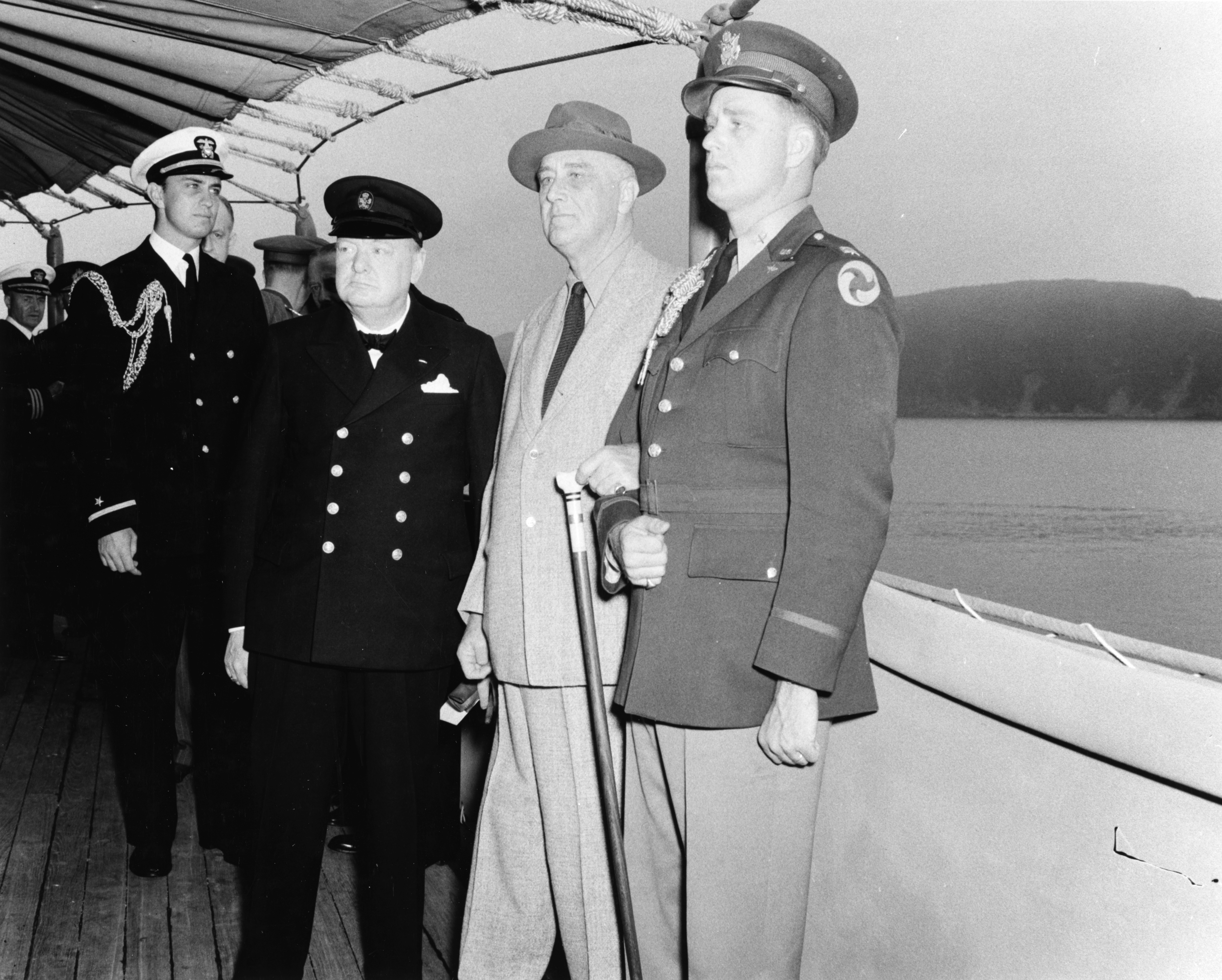
Rencontre entre Roosevelt et Churchill sur l', à Argentia.

La conférence de l'Atlantique (nom de code RIVIERA), qui eut lieu du 9 au 12 août 1941, permit la négociation de la Charte de l'Atlantique, par le Premier ministre britannique Winston Churchill et le président américain Franklin D. Roosevelt, à bord de navires de guerre ancrés à la base navale Argentia sur la côte sud-est de Terre-Neuve, alors colonie britannique. Une déclaration commune est rédigée le 14 août 1941.
Cette réunion au large de Terre Neuve s'est tenue secrète ; les deux dirigeants s'y rencontraient pour la première fois depuis le début des hostilités. Churchill parla à Roosevelt des nouvelles formes prises par ce nouveau conflit mondial, très différent du premier, notamment par les effets de la mécanisation.
La Charte de l'Atlantique proposait une vision pour l'après-Seconde Guerre mondiale, en dépit du fait que les États-Unis n'étaient pas encore entrés dans le conflit. Les participants espéraient être rejoints par l'Union soviétique, qui avait été envahie au mois de juin précédent, mais ce ne fut pas le cas.
À la réunion alliée du 24 septembre 1941 à Londres, les pays suivants adhérèrent aux principes de la Charte de l'Atlantique : Belgique, Tchécoslovaquie, Grèce, Luxembourg, Pays-Bas, Norvège, Pologne, URSS, Yougoslavie, ainsi que la France libre (via des représentants du général De Gaulle).

## Galerie

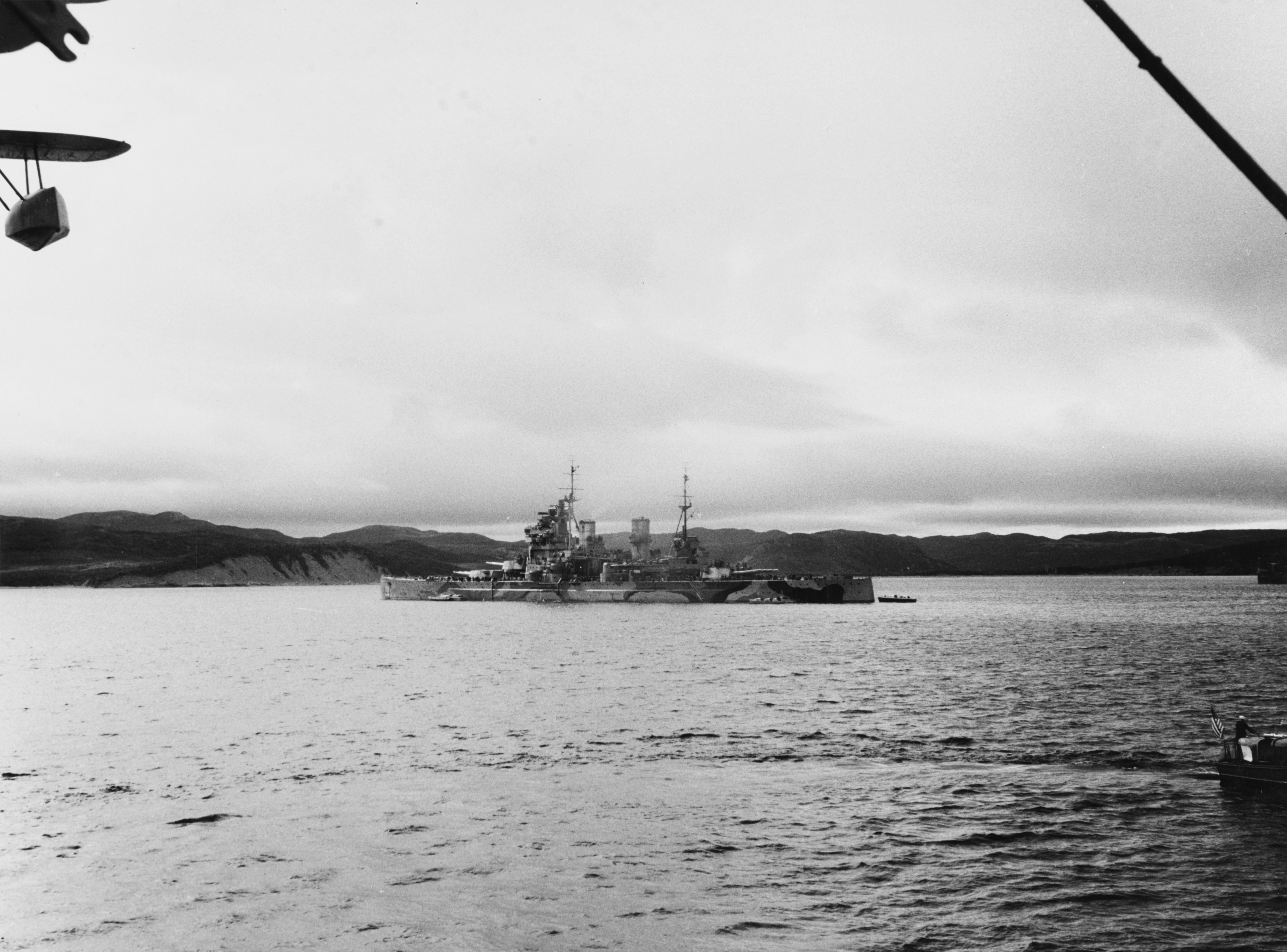
Le HMS Prince of Wales à Ship Harbour (Terre-Neuve).
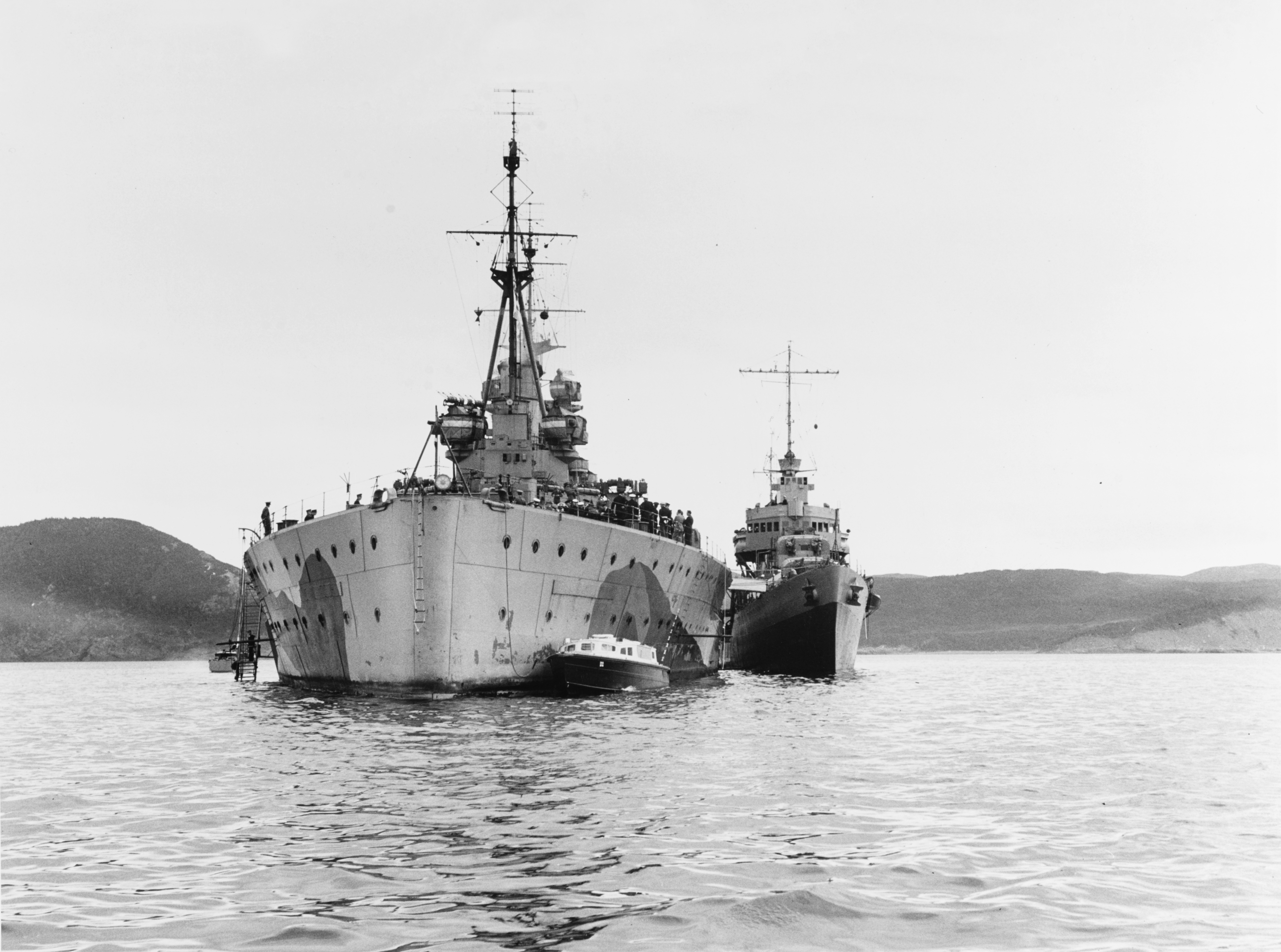
L'USS McDougal accosté au HMS Prince of Wales, pour transborder le Président Franklin D. Roosevelt sur le cuirassé.
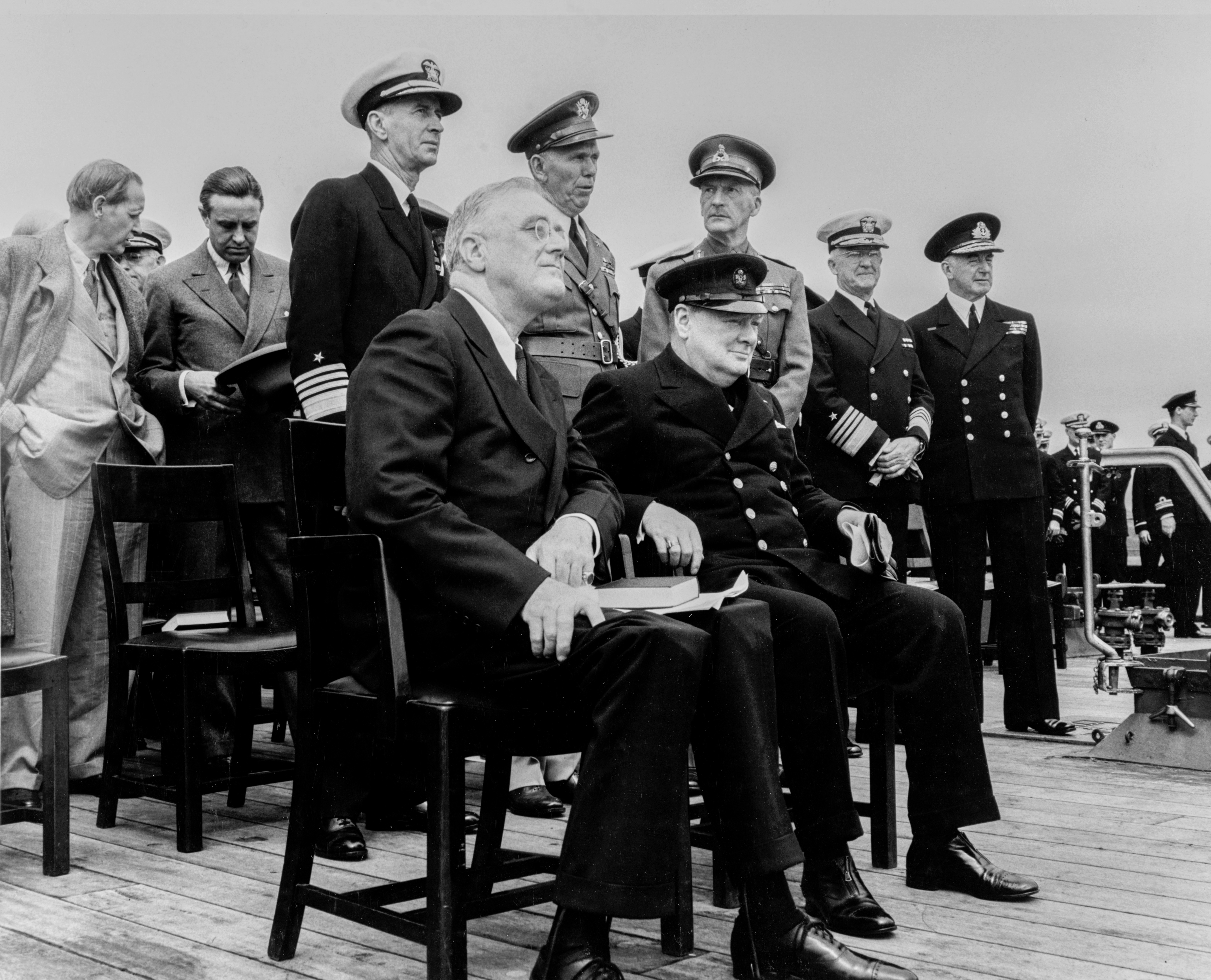
Churchill et Roosevelt lors du service religieux, à bord du Prince of Wales. Au deuxième rang (debout) l'Amiral King, chef des opérations navales de l'US Navy.